# Pactactes
Pactactes is een geslacht van spinnen uit de  familie van de Thomisidae (krabspinnen).

## Soorten
- Pactactes compactus Lawrence, 1947
- Pactactes obesus Simon, 1895
- Pactactes trimaculatus Simon, 1895